# Валлесіто (Каліфорнія)
Валлесіто (англ. Vallecito) — переписна місцевість (CDP) в США, в окрузі Калаверас штату Каліфорнія. Населення — 442 особи (2020).

## Географія
Валлесіто розташоване за координатами 38°4′40″ пн. ш. 120°26′57″ зх. д. / 38.07778° пн. ш. 120.44917° зх. д. (38.077689, -120.449079).  За даними Бюро перепису населення США в 2010 році переписна місцевість мала площу 22,18 км², з яких 22,17 км² — суходіл та 0,01 км² — водойми.

## Демографія
Згідно з переписом 2010 року, у переписній місцевості мешкали 442 особи в 193 домогосподарствах у складі 129 родин. Густота населення становила 20 осіб/км².  Було 217 помешкань (10/км²).
Расовий склад населення:
| - 90,0 % — білих - 2,5 % — азіатів - 1,4 % — корінних американців - 0,2 % — вихідців з тихоокеанських островів - 1,1 % — осіб інших рас |

До двох чи більше рас належало 4,8 %. Частка іспаномовних становила 7,5 % від усіх жителів.
За віковим діапазоном населення розподілялося таким чином: 19,0 % — особи молодші 18 років, 63,6 % — особи у віці 18—64 років, 17,4 % — особи у віці 65 років та старші. Медіана віку мешканця становила 47,7 року. На 100 осіб жіночої статі у переписній місцевості припадало 87,3 чоловіків;  на 100 жінок у віці від 18 років та старших — 82,7 чоловіків також старших 18 років.
За межею бідності перебувало 4,1 % осіб, у тому числі 0,0 % дітей у віці до 18 років та 28,6 % осіб у віці 65 років та старших.
Цивільне працевлаштоване населення становило 178 осіб. Основні галузі зайнятості: освіта, охорона здоров'я та соціальна допомога — 24,7 %, сільське господарство, лісництво, риболовля — 21,9 %, виробництво — 21,3 %.